# 講談社現代新書
講談社現代新書（こうだんしゃげんだいしんしょ、英: Kodansha's new library of knowledge）とは、講談社が発行する教養新書のシリーズである。1964年（昭和39年）4月に創刊。

## 概説
「『講談社現代新書』の刊行にあたって」（野間省一名義、1964年4月）では、「教養は万人が身をもって養い創造すべきものであって、一部の専門家の占有物として、ただ一方的に人々の手元に配布され伝達されうるもの」ではなく、「万人の内奥から発した真正の教養への芽生えが放置」されている。このような我が国の現状を憂慮されなければならい事態におかれている。「講談社現代新書」は、「この事態の克服を意図して計画された」ものであると宣言している。

## 沿革
初期は安倍能成、武者小路実篤、池田潔などの教養型著書が多く、岩波新書・中公新書に遅れをとっていたが、1970年代半ばに、板坂元『考える技術・書く技術』、渡部昇一『知的生活の方法』などのヒットをきっかけに、入門書（ノウハウもの）やハウツーものにも力を入れるようになり、ブランド・イメージと方向性が固まった。
新書出版の常識を超えた分厚い本（「現代哲学事典」「現代思想を読む事典」「新書アフリカ史」「世界の宗教を読む事典」）も刊行されている。
2022年9月より、思想家評伝シリーズ「現代新書100」が発足した。

## 装丁
初代創刊当初はえんじ色の表紙にビニールカバーだった。この装丁のみ、著者名の末尾に「著」の表記がある。
2代目1971年に杉浦康平等のデザインによる、各冊ごとに表紙はテーマイラストと惹句（キャッチコピー）、裏側は著者の写真略歴（著者が共著などの場合は記載無しもある）と目次入りのカバー装丁に変更された。本体はカーキ色。
3代目1985年に入り、本体表紙はあずき色で、杉浦デザインによる人体図や幾何学模様を組み合わせたものになり、ブックマークも1,000冊目よりノーベル平和賞メダルから杉浦による「アジアの豊穣の渦」を意味するデザインに変更された。カバー・レイアウトもタイトルのフォントなどが変更した。
4代目創刊40周年を機に、2004年10月刊行の1,738冊目より中島英樹デザインによる白地で左上に黒のゴシック体で本のタイトル、中央にカラフルな正方形を置いたパターンの装丁に変更する。この正方形は基本的には単色だが、本によっては中にイラストが入っていることもある。
2007年6月刊行から落ち着きを出すため、背表紙も含め白ベースに統一(一部の本はカラー)。本体表紙と帯は正方形の色と同じ。2009年7月には2,000冊目を、2018年11月に2500点を越えた。

## 特徴
- 前記のハウツーものの他にも、現代思想、哲学、心理学、精神医学、サブカルチャー（映画・美術等）などのジャンルに属する本が多く収められている。
- かつては、カバーの角を10枚切り取って講談社に郵送すると特製ブックカバーがもれなく贈られるサービスがあった（現在は行っていない）。

## 主なロングセラー
最初の書目は都留重人『経済学はむずかしくない』
- 『知的生活の方法』渡部昇一（ISBN 4061158368）
- 『タテ社会の人間関係』中根千枝（ISBN 4061155059）
- 『考える技術・書く技術』板坂元（ISBN 4061157272）
- 『「知」の探検学』川喜田二郎
- 『知のソフトウェア』立花隆
- 『はじめての構造主義』橋爪大三郎（ISBN 4061488988）
- 『ハプスブルク家』江村洋（ISBN 4061490176）
- 『〈子ども〉のための哲学』永井均（ISBN 4061493019）
- 『哲学の謎』野矢茂樹（ISBN 4061492861）
- 『人類進化の700万年』三井誠（ISBN 4061498053）
- 『「世間」とは何か』阿部謹也（ISBN 4061492624）
- 『演劇入門』平田オリザ（ISBN 4061494228）
- 『日本の公安警察』青木理（ISBN 4061494880）
- 『うつ病をなおす』野村総一郎（ISBN 4061497529）
- 『生物と無生物のあいだ』福岡伸一（ISBN 4061498916）
- 『発達障害の子どもたち』杉山登志郎（ISBN 4062800403）